# Aerangis citrata
Espèce
Aerangis citrata est une espèce de plantes à fleurs de la famille des Orchidaceae. C'est un orchidée épiphyte originaire de Madagascar.

## Synonymes
- Aerobion citratum Sprgl. 1826;
- Angorchis citrata O.Ktze. 1891;
- Angraecum citratum Thouars, 1822;
- Rhaphidorhynchus citratus Finet, 1907

## Distribution et habitat
On trouve l'espèce dans les forêts de Madagascar jusqu'à 1500 m d'altitude.

## Culture
Aerangis citrata est cultivée dans des paniers suspendus et bien drainés (avec des morceaux d'écorce, de fougères et des mousses) dans une exposition ensoleillée. 

## Illustrations

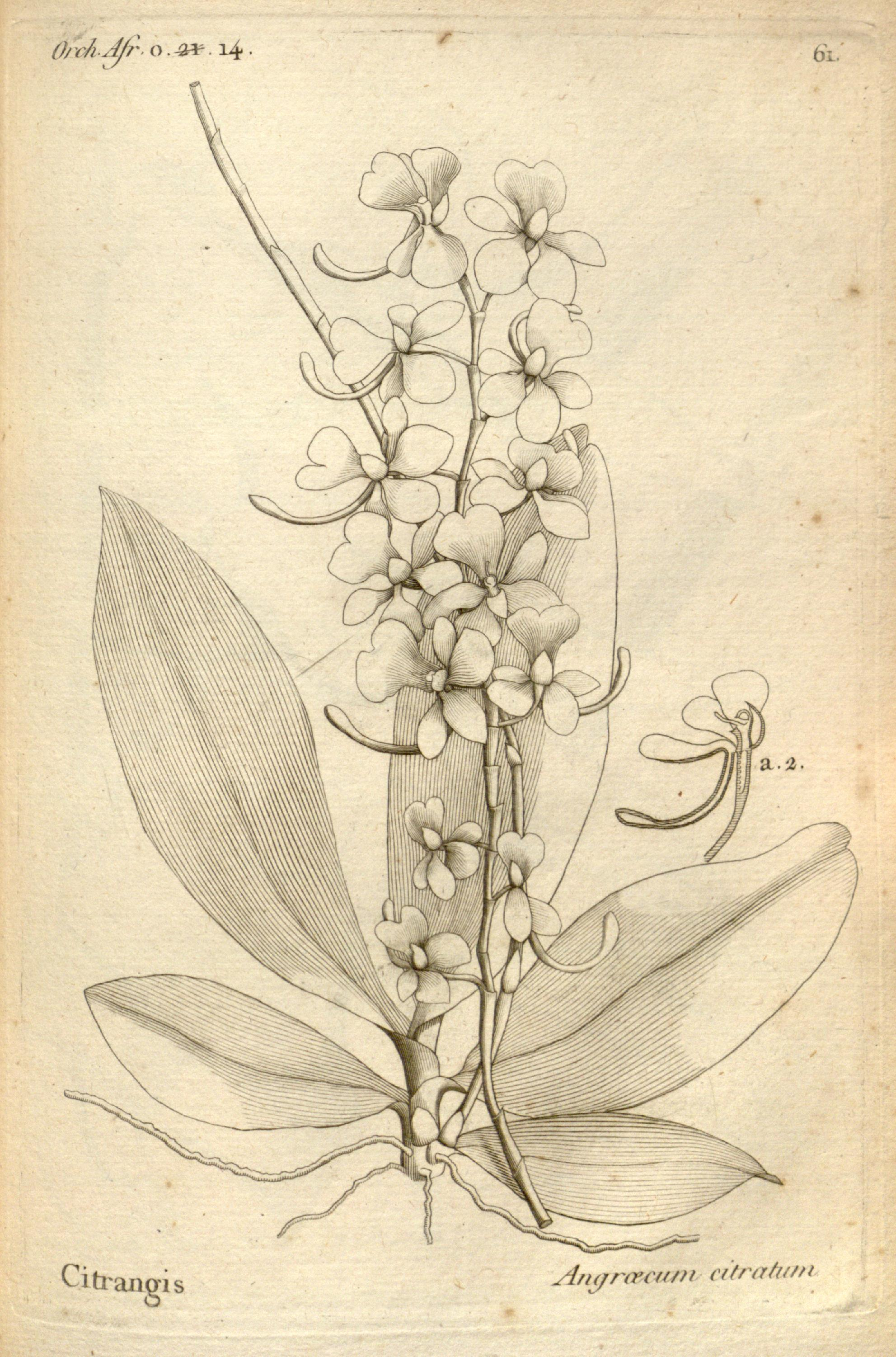
Angraecum citratum Thouars, 1822.
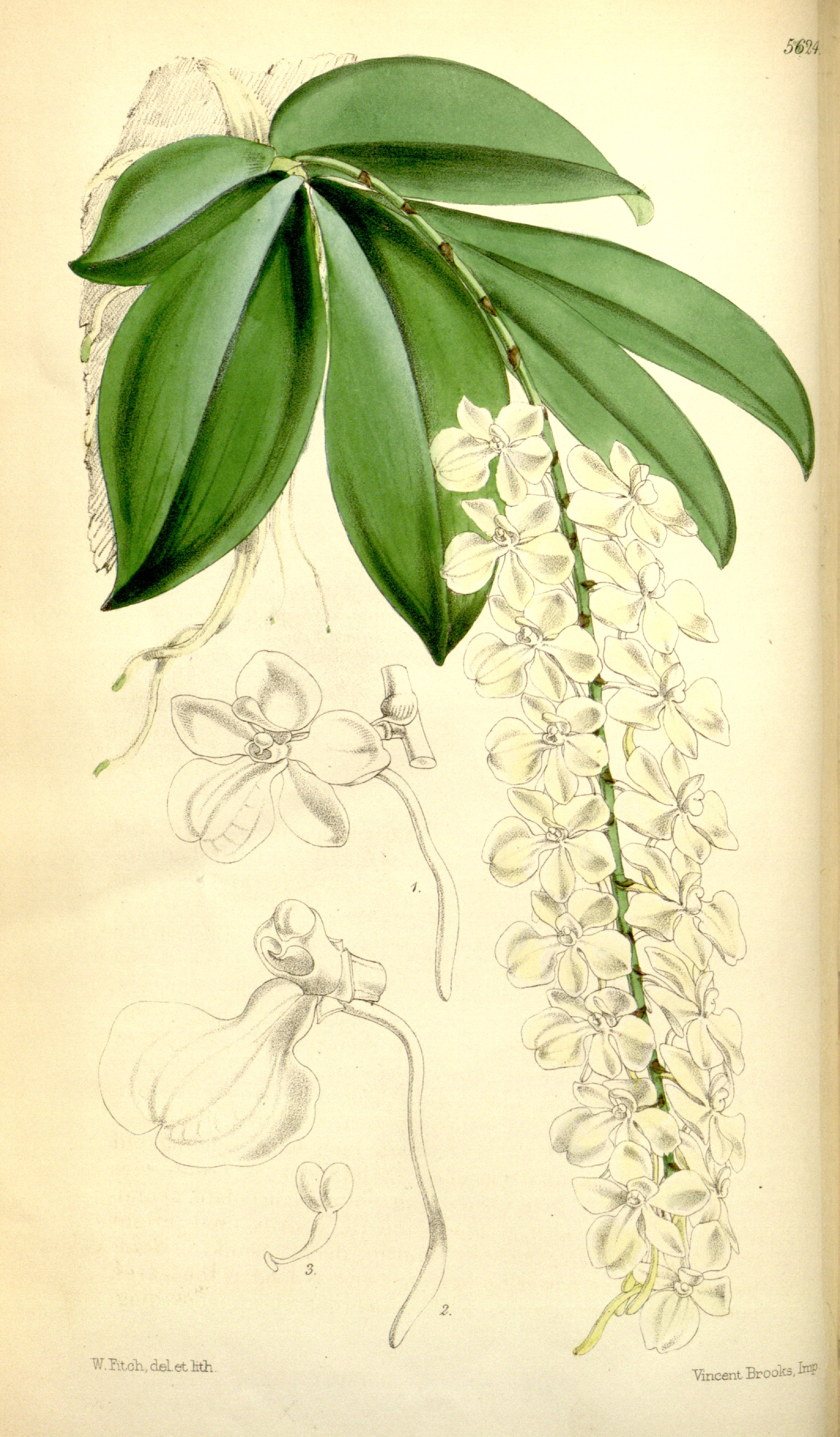
Angraecum citratum Curtis's Botanical Magazine 1867.
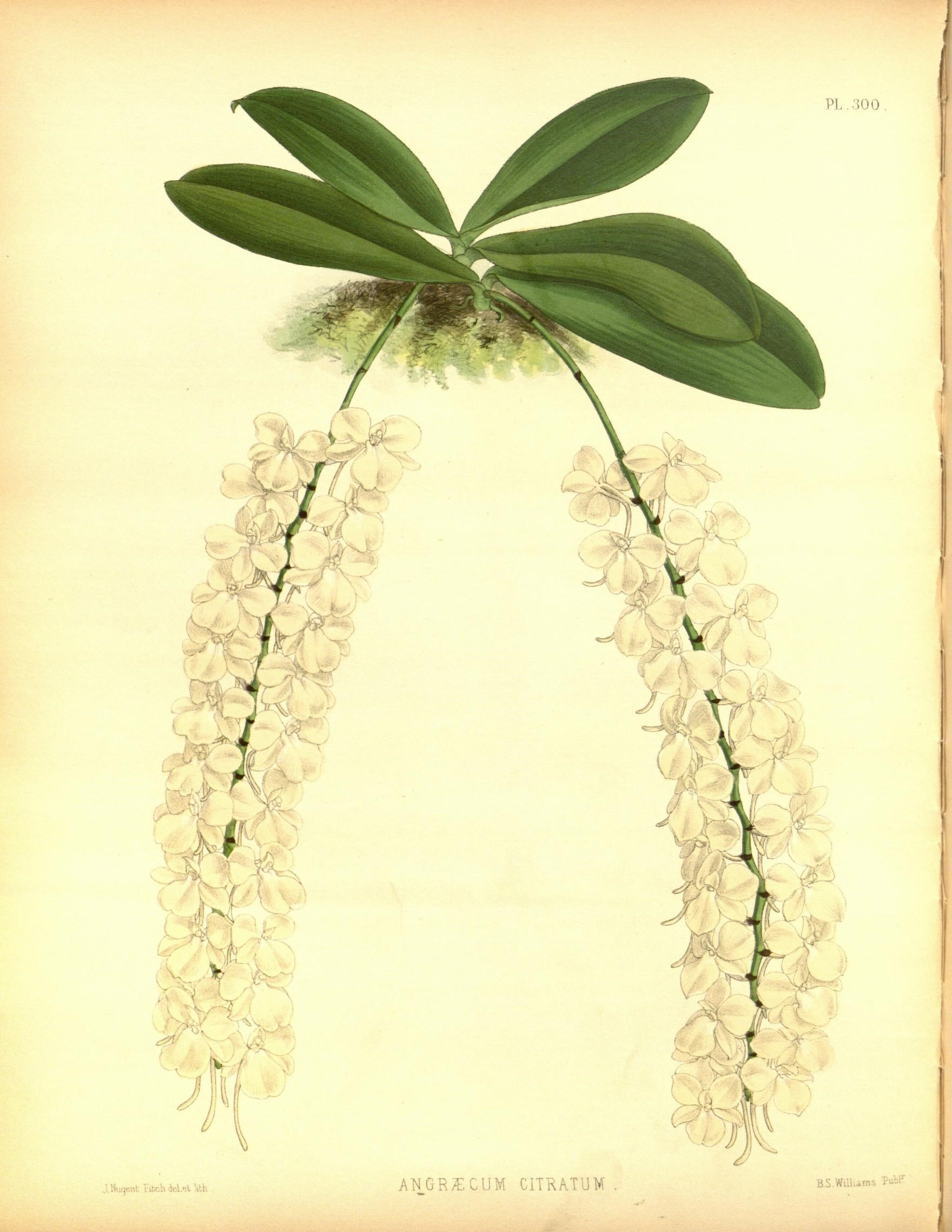
Angraecum citratum The Orchid Album 1888.
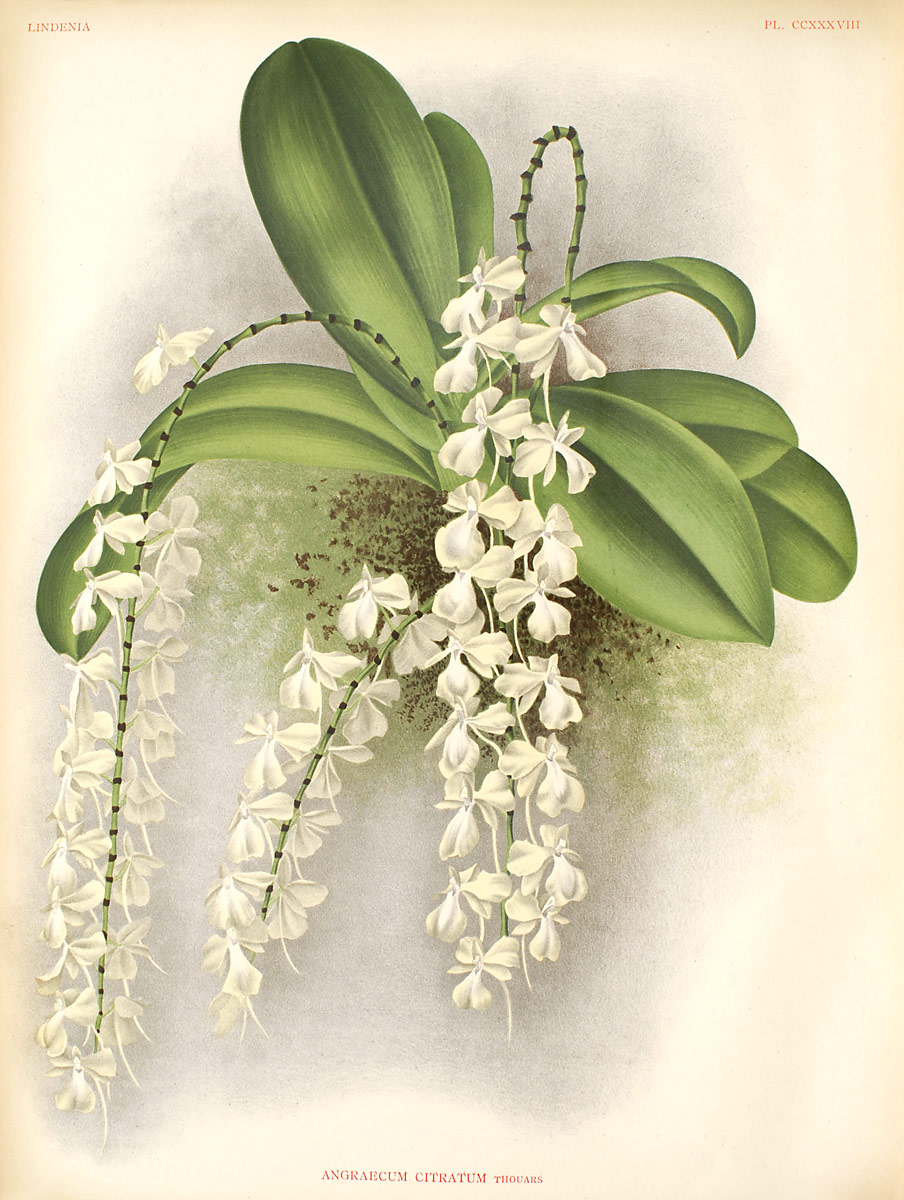
Angraecum articulatum Jean Linden Iconographie des Orchidées